# Антим Иверски
Архимученик Антим Иверски (рођ. Андрија 1650-1716.) је светитељ и митрополит Грузијске православне цркве.
Помиње се 14. септембра, у Грузијској цркви 13. јуна, у Руској цркви 10. октобра.
Рођен је у Грузији, али је пао у ропство по повратку из Русије и откупио га је патријарх јерусалимски Доситеј. Постао је познат као искусни уметник и калиграф. Отишао је у Влашку на позив светог Константина Бранковића и устоличен је за епископа римничког 1705. године, а касније је постао митрополит влашки 1709. године. 
Био је један од најпросвећенијих народа Влашке свог времена, говорио је многе језике - грузијски, грчки, румунски, црквенословенски, арапски, турски. Био је упућен у теологију, књижевност и природњачку историју. Био је необично даровит и бриљантан познавалац у свим областима уметности. Био је познат као одличан калиграф, дрворезбар и талентовани вајар. Био је писац и реформатор књижевног румунског језика и признати беседник.

## Биографија
Рођен 1650. године у Самтскхеу (Јужна Грузија). Пратио је царевића Арчила II у Русији и помогао у стварању грузијске штампарије. Вративши се из Русије, Антима су ухватили дагестански разбојници и продали у ропство.
Патријарх јерусалимски Доситеј II откупио га је из ропства на истанбулској пијаци робља и оставио код себе. Темељно образовање стекао је на Патријаршијском двору у Јерусалиму, где је до савршенства савладао грчки, турски и арапски језик, постао преводилац и мајстор типографије. Претпоставља се да је у то време положио монашки постриг са именом Антим и чином јеромонаха.
Године 1689., на препоруку патријарха Доситеја II, властелин Константин Бранкович је позвао Антима у Букурешт као вештог типографа. Године 1691. постао је управник штампарије. Овде је исте године штампана и прва Антимова књига – превод са старогрчког на нови грчки „Савет Василија Македонца његовом сину Лаву“.
Године 1694. постављен је за игумана манастира Снагов, где је основао сопствену штампарију и штампао Псалтир (1694), Јеванђеље (1697) и друге књиге.
1701-1705 поново је радио у штампарији у Букурешту.
Дана 16. марта 1705. године архимандрит Антим, хиротонисан је за епископа римничког.
Дана 28. јануара 1708. године премештен је на место митрополита угро-Влашке.
1709. основао је штампарију у својој новој резиденцији у Трговишту.
Године 1713-1715, на иницијативу митрополита Антима, у Букурешту је основан манастир у име Свих светих, који је постао познат као Антимов. Овде је саставио манастирску повељу: „Упутство за оснивање поштеног манастира Свих Светих“ у 32 поглавља, осликао врата и прозоре манастира раскошним орнаментима који комбинују грузијске и румунске црте, а створио је и неколико скулптура за иконостас манастирске саборне цркве. Укупно је у Влашкој подигнуто више од двадесет цркава и манастира под непосредним надзором митрополита Антима.
Године 1714. Турци су погубили владара Константина Бринковића, а 1716. последњег владара Влашке Стефана Кантакузена и на престо поставили фанариота Николаја Маврокордата. У овим тешким временима, Антим Иверски је око себе окупио групу влашких бојара-патриота, чији је циљ био да ослободе своју отаџбину од доминације Турака и фанариота. Сумњајући да нешто није у реду, Николај Маврокордат је наредио Антиму да се добровољно одрекне чина митрополита. Када Антим није послушао, Маврокордат се пожалио цариградском патријарху Јеремији III. Архијерејски сабор, коме није присуствовао нико од румунског свештенства, одобрио је да се „завереник и револуционарни покретач устанка“ анатемише, екскомуницира и прогласи недостојним монашког достојанства.
Николај Маврокордат, не задовољавајући се лишавањем чина и монаштва, осудио га је на доживотни затвор у манастиру Свете Катарине на Синају. Плашећи се народног незадовољства, изведен је из града касно ноћу.
Дана 14. септембра 1716. године, по тајном наређењу турских власти, недалеко од Галипоља, на обалама реке Дулчије, која протиче кроз Адријанопољ, турски јаничари су га посекли на смрт и његове исецкане остатке бацили у реку. 

## Меморија
Румунска црква је 1992. године канонизовала Антима Иберијског за свеца и прогласила 14. септембар, дан његове мученичке кончине, као дан његовог сећања. Грузијска црква обележава помен Антима Иверског 13. јуна.
О животу светитеља у Грузији снимљен је играни филм. Улица у Старом граду у Тбилисију добила је његово име.
Дана 7. марта 2018. године, одлуком Светог Синода Руске православне цркве, Антим Иверски је уврштен у календар Руске православне цркве.